# میتسوکوری شوکیچی
میتسوکوری شوکیچی (انگلیسی: Mitsukuri Shūkichi; ۲۱ اکتبر ۱۸۹۵ – ۱۰ مهٔ ۱۹۷۱) آهنگساز اهل ژاپن بود.